# Noctua bergensis
Noctua bergensis là một loài bướm đêm trong họ Noctuidae.